# Alexandre de Royer de Dour
 (août 2024).
Alexandre de Royer de Dour, né à Mons le 14 mars 1795 et mort à Bruxelles le 22 avril 1852, est un homme politique belge.

## Fonctions et mandats
- Membre du Sénat belge : 1844-1852

## Sources
- Ernest MATTHIEU, Alexandre de Royer de Dour, in: Biographie Nationale de Belgique, T. XX, Brussel, 1910.
- Jean-Luc DE PAEPE & Christiane RAINDORF-GERARD, (red.), Le Parlement belge, 1831-1894. Données biographiques, Brussel, 1996.
- Oscar COOMANS DE BRACHÈNE, État présent de la noblesse belge, Annuaire 1997, Brussel, 1997.